# Patrice Loko
Patrice Loko (ur. 6 lutego 1970 w Sully-sur-Loire) - były francuski piłkarz grający na pozycji napastnika. Z reprezentacją Francji, w której barwach rozegrał 26 meczów i strzelił 7 goli, zdobył brązowy medal na Mistrzostwach Europy 1996.

## Sukcesy piłkarskie
- mistrzostwo Francji 1995 oraz finał Pucharu Francji 1993 z FC Nantes
- Puchar Ligi 1998, Puchar Francji 1998 oraz Superpuchar Francji 1998 z PSG
- mistrzostwo Francji 2001 z Olympique Lyon
- król strzelców Ligue 1 (22 gole) 1995 w barwach FC Nantes

W reprezentacji Francji od 1993 do 1997 roku rozegrał 26 meczów i strzelił 7 goli – brązowy medal Mistrzostw Europy 1996.